# Melanagromyza ghanensis
Melanagromyza ghanensis är en tvåvingeart som beskrevs av Spencer 1965. Melanagromyza ghanensis ingår i släktet Melanagromyza och familjen minerarflugor.
Artens utbredningsområde är Ghana. Inga underarter finns listade i Catalogue of Life.